# Calheta (Azory)
Calheta – miasto i gmina (port. concelho) na Azorach (region autonomiczny Portugalii), na wyspie São Jorge. Według danych szacunkowych na rok 2011 liczy 3773 mieszkańców.

## Podział administracyjny
Gmina ta dzieli się na 5 sołectw (ludność wg stanu na 2011 r.)
- Calheta - 1275 osób
- Ribeira Seca - 1025 osób
- Santo Antão - 745 osób
- Topo (Nossa Senhora do Rosário) - 508 osób
- Norte Pequeno - 220 osób